# Frontière entre l'Illinois et le Wisconsin

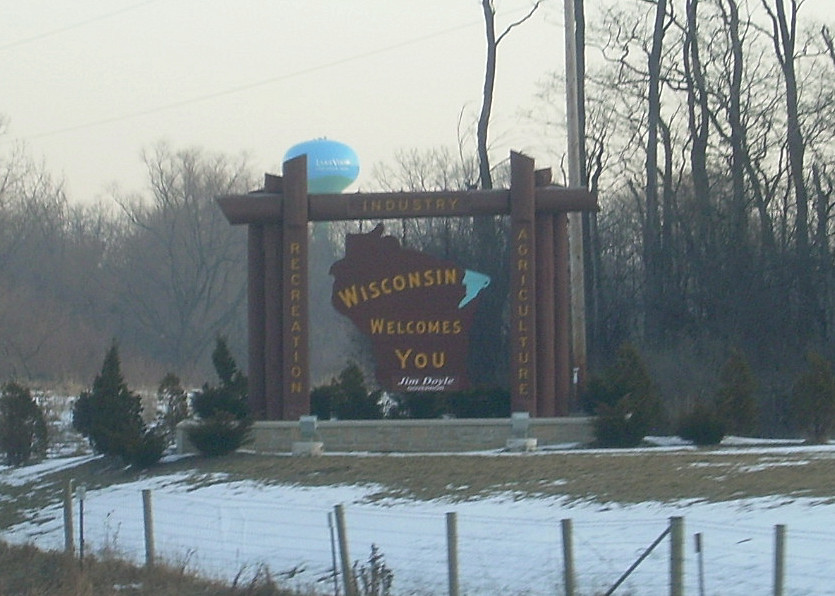
Entrée au Wisconsin depuis l'Illinois.

La frontière entre l'Illinois et le Wisconsin est une frontière intérieure des États-Unis délimitant les États de l'Illinois au sud et du Wisconsin au nord.
Son tracé suit le parallèle 42° 30' 25" latitude nord depuis le lac Michigan à l'est (au sud de la ville de Kenosha) jusqu'au fleuve Mississippi à l'ouest (face à la ville de Dubuque dans l'Iowa).
C'est l'une des quatre frontières du Wisconsin  avec celle avec l'Iowa à l'ouest, celle avec le Minnesota (terrestre à l'ouest et lacustre au nord-ouest sur le lac Supérieur) et celle avec le Michigan (terrestre au nord-est et lacustre à l'est sur le lac Michigan).

## Historique
La frontière apparut lors de la création de l'État de l'Illinois le 3 décembre 1818 , le séparant alors du territoire du Michigan. Les actuels états de l'Illinois, du Wisconsin, une partie du Michigan et du Minnesota faisait alors partie du territoire de l'Illinois. Lorsque l'État de l'Illinois fut créé, le reste de ce territoire fut rattaché au territoire du Michigan. Cette frontière devait se trouvait initialement plus au sud, puisqu'elle devait suivre le méridien tangentant le point le plus méridional du lac Michigan (l'Illinois n'aurait alors eu aucun débouché sur le lac), la proposition originale de la Northwest Ordinance la spécifiait ainsi. Cependant l'Indiana voisin avait réussi à obtenir deux ans plus tôt lors de son entrée dans l'Union, une frontière 16 km (10 miles) plus au nord pour obtenir un débouché utilisable sur le lac. Dans sa demande pour obtenir un statut d'État soumise au Congrès américain le 23 janvier 1818, l'Illinois mentionnait alors une frontière septentrionale à la même latitude que celle obtenue par l'Indiana, soit 10 miles plus au nord que le point le plus méridional du lac Michigan. Mais le délégué de l'Illinois Nathaniel Pope (en) voulait plus et fit du lobbying pour obtenir une frontière encore plus au nord. Finalement, l'acte du Congrès admettant l'État de l'Illinois dans l'Union incluait un amendement qui repoussait la frontière sur le méridien 42° 30', la frontière actuelle, environ 82 km (51 miles) plus au nord que la frontière septentrionale de l'Indiana. Cela intégrait dans le nouvel État, environ 22 000 km2 de territoire supplémentaire dont la région minière près de Galena et plus important, une côte de 80 km du lac Michigan et de la rivière Chicago. Pope et d'autres envisageaient alors un canal qui aurait relié les rivières Chicago et Illinois, connectant ainsi les Grands lacs au Mississippi.